# Giorgio Dentuti
Giorgio Dentuti, chiamato da alcune fonti Giuseppe Dentuti (Bari, 7 dicembre 1914 – Bari, 25 dicembre 1990), è stato un monaco cristiano e calciatore italiano, di ruolo attaccante.

## Biografia
Era figlio di un noto commerciante del quartiere Picone di Bari, che vendeva sacchi usati, fin da bambino mostrò interesse al Calcio e una forte fede nella religione Cattolica. Intraprese da ragazzino l'attività calcistica nelle formazioni minori del capoluogo pugliese, per poi arrivare, dagli anni trenta fino all'inizio degli anni quaranta, a militare in formazioni calcistiche delle prime tre serie.
Conclusa l'attività di calciatore (all'età di 29 anni) decise di diventare monaco, ed entrò a far parte dei Benedettini (risiedette prima a Cava de'Tirreni dove era addetto al restauro di libri antichi, e poi a Noci, nel Monastero di Santa Maria della Scala, dove fu bibliotecario). Nel 1973 sciolse i voti religiosi e tornò dalla sua famiglia.
Morì nel Natale del 1990.

## Carriera
Quasi all'età di 18 anni viene ingaggiato dal Bari e inizia a giocare nella seconda squadra, militante in Prima Divisione; nella stessa stagione (1932-1933) viene fatto esordire in prima squadra, in Serie A, in Roma-Bari del 20 novembre 1932 (1-0), totalizzando in tutto 3 presenze in campionato. Nella stagione successiva in Serie B, totalizza con i galletti 26 gare e 3 reti; 1 partita e 1 goal nell'anno 1934-1935 (in cui i biancorossi tornano in prima serie). Dopo un anno nell'Aquila, in serie cadetta, torna nel Bari, dove in due anni di A scende in campo 12 volte e mette a segno due reti, tra cui quella contro la Juventus a Torino, il 26 settembre 1937, eseguita con un forte tiro da una distanza superiore ai 30 metri (vinta dai bianconeri 3-1).
È soprannominato dai compagni di squadra "il Santarello", per la scrupolosa professione della fede Cattolica.
Disputa poi il quinquennio 1938-1943 in terza Serie, nel Lecce e nella Ternana, totalizzando con quest'ultima 102 presenze e 23 reti.
Nel monastero di Noci organizza per breve tempo una squadra di calcio di monaci.
Nel 1973, in memoria della sua passata militanza in biancorosso, il presidente del Bari, De Palo gli consegna una tessera-premio per seguire il Bari allo stadio; mentre negli anni duemiladieci, su iniziativa congiunta dell'Unione Nazionale Veterani dello Sport e del comune di Bari, gli viene intitolata una delle salite dello Stadio San Nicola.

## Statistiche

### Presenze e reti nei club
| Stagione        | Club              | Campionato      | Campionato | Campionato |
| Stagione        | Club              | Comp            | Pres       | Reti       |
| --------------- | ----------------- | --------------- | ---------- | ---------- |
| 1932-1933       | Bari              | A               | 3          | 0          |
| 1933-1934       | Bari              | B               | 26         | 3          |
| 1934-1935       | Bari              | B               | 1          | 1          |
| 1935-1936       | L'Aquila          | B               | 8          | 0          |
| 1936-1937       | Bari              | A               | 4          | 0          |
| 1937-1938       | Bari              | A               | 8          | 2          |
| 1938-1939       | Lecce             | C               | 4          | 0          |
| 1939-1940       | Borzacchini Terni | C               | 17         | 5          |
| 1940-1941       | Borzacchini Terni | C               | 28         | 5          |
| 1941-1942       | Borzacchini Terni | C               | 28         | 9          |
| 1942-1943       | Borzacchini Terni | C               | 29         | 4          |
| Totale carriera | Totale carriera   | Totale carriera | 156        | 29         |

## Palmarès

### Club

#### Competizioni nazionali
- Serie B: 1

Bari: 1934-1935
- Serie C: 2

Borzacchini Terni: 1940-1941, 1942-1943